# Plouaret
Plouaret település Franciaországban, Côtes-d’Armor megyében. Lakosainak száma 2230 fő (2022. január 1.). Plouaret Lanvellec, Ploubezre, Ploumilliau, Plounévez-Moëdec, Plouzélambre és Le Vieux-Marché községekkel határos.

## Népesség
A település népességének változása:
| Lakosok száma | 2196 | 2239 | 2099 | 2206 | 2164 | 2136 | 2139 | 2176 | 2195 | 2230 |
|               | 1968 | 1982 | 1990 | 2006 | 2013 | 2015 | 2017 | 2019 | 2020 | 2022 |